# Instituto do Coração Edson Saad
O Instituto do Coração Edson Saad (ICES) é uma unidade de ensino, pesquisa e extensão que compõe o Complexo Hospitalar e da Saúde da Universidade Federal do Rio de Janeiro (UFRJ). 
Sua criação ocorreu em Sessão especial do Conselho Universitário no dia 27 de novembro de 2003 a partir dos setores de Excelência Profissional em Cardiologia e Cirurgia Cardiovascular vinculados ao Departamento de Clínica Médica e ao Departamento de Cirurgia da Faculdade de Medicina (FM - UFRJ). Atualmente, o ICES ocupa o oitavo andar do Hospital Universitário Clementino Fraga Filho (HUCFF), localizado na Cidade Universitária, Rio de Janeiro.
Um acordo de cooperação assinado em 2018 entre o HUCFF e o ICES permite a Cooperação na área assistencial de Cardiologia e Cirurgia Cardiovascular entre as instituições. A Direção geral do ICES já foi ocupada pelo Prof. Emérito Henrique Murad (Prof. Titular de Cirurgia Cardiovascular) e pelo Prof. Emérito Nelson Albuquerque de Souza e Silva (Prof. Titular de Cardiologia). Desde 2019 o cargo é ocupado pelo Prof. Mauro Paes Leme (Cirurgia Cardiovascular). O Programa de Pós-Graduação em Cardiologia da UFRJ, nota 5 CAPES, é interinstitucional, vinculado à Faculdade de Medicina e ao Instituto do Coração Edson Saad, sendo um dos mais antigos do Brasil. Tem como propósito formar profissionais em nível de mestrado e doutorado com plena consciência de cidadania, valores humanísticos e éticos que possam contribuir para o desenvolvimento científico e tecnológico do país, manter e recuperar a saúde da população, minimizando o efeito das doenças cardiovasculares. Além disso, o POSCARDIO estabelece relacionamento com o Sistema Único de Saúde - SUS - de modo a desenvolver pesquisas voltadas para as necessidades da população.